# Dongeradeel

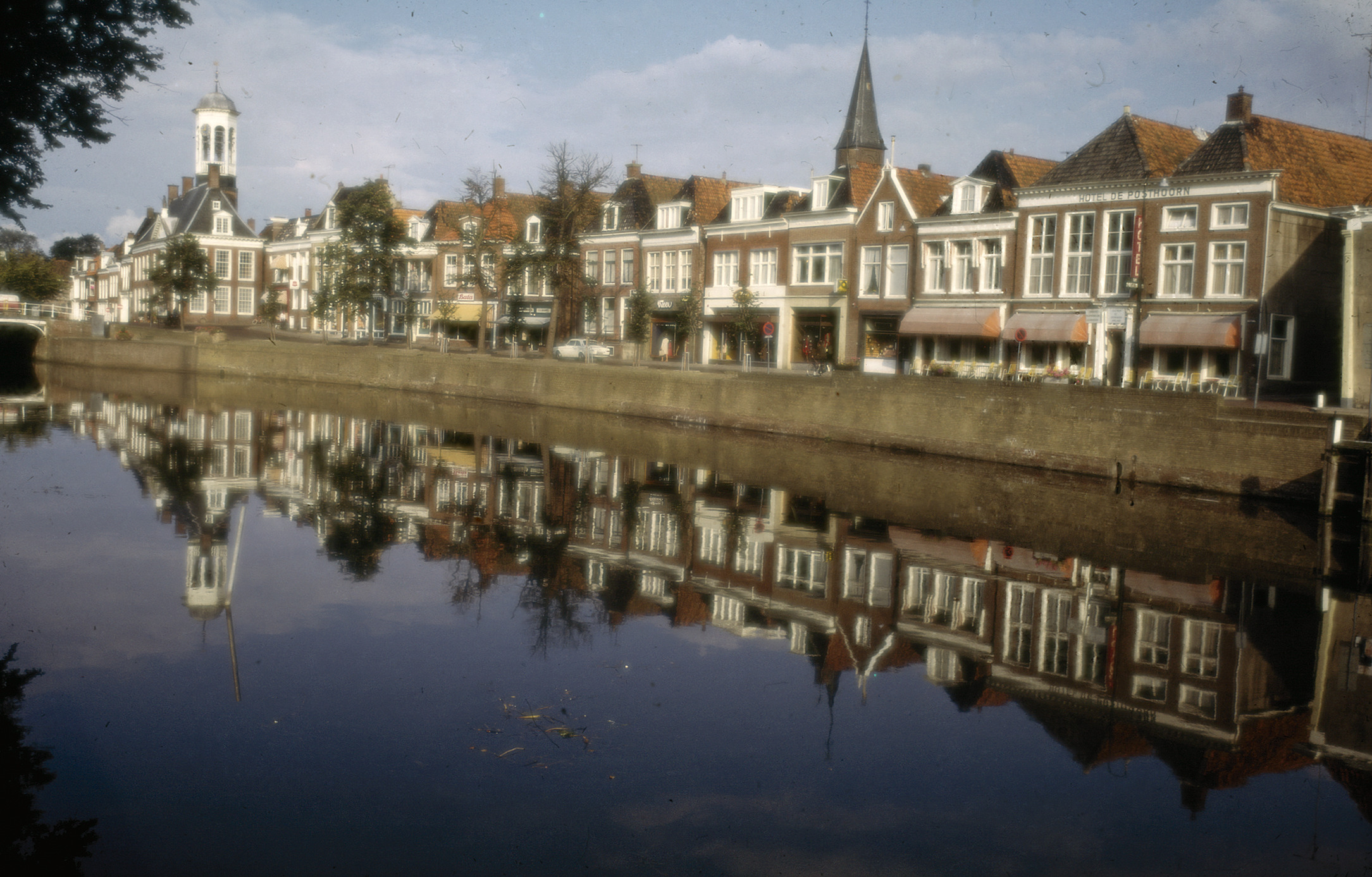
Dokkum.

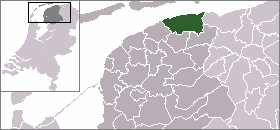
Dongeradeels läge

Dongeradeel (fy. Dongeradiel) är en historisk kommun i provinsen Friesland i Nederländerna. Kommunens totala area är 266,94 km² (där 99,67 km² är vatten) och invånarantalet är på 25 085 invånare (2005). Huvudort är staden Dokkum.